# Іванпуть
Іванпуть — селище в Україні, у Семенівській міській громаді Новгород-Сіверського району Чернігівської області. Населення становить 101 осіб. До 2019 орган місцевого самоврядування — Іванівська сільська рада.

## Історія
12 червня 2020 року, відповідно до Розпорядження Кабінету Міністрів України № 730-р «Про визначення адміністративних центрів та затвердження територій територіальних громад Чернігівської області», увійшло до складу Семенівської міської громади.
19 липня 2020 року, в результаті адміністративно-територіальної реформи та ліквідації Семенівського району, село увійшло до Новгород-Сіверського району.

## Населення

### Мова
Розподіл населення за рідною мовою за даними перепису 2001 року:
| Мова       | Кількість | Відсоток |
| ---------- | --------- | -------- |
| українська | 143       | 83.14%   |
| російська  | 29        | 16.86%   |
| Усього     | 172       | 100%     |

## Інфраструктура
Станом на 2019 рік в селі є магазин. Найближча школа знаходиться в Іванівці.